# 41Y busz (Debrecen)
A debreceni 41Y jelzésű autóbusz a Vincellér utca és a Diószegi út között közlekedik, kizárólag munkanapokon a reggeli és a délutáni csúcsidőszakban. Útvonala során érinti a Belvárost, Tócóskertet, a Mechwart András Szakközépiskolát, a helyközi autóbusz-állomást, a kistemplomot, a Csokonai Nemzeti Színházat, Debrecen-Szabadságtelep vasúti megállóhelyet és a Zsuzsi kisvasutat is. A viszonylatot a Debreceni Közlekedési Zrt. üzemelteti.

## Útvonala
| Diószegi út felé | Vincellér utca felé |
| --- | --- |
| Vincellér utca vá. – Vincellér utca – István út – Széchenyi utca – Kossuth utca – Méliusz tér – Faraktár utca – Vámospércsi út – Létai út – Lahner utca – Diószegi út vá. | Diószegi út vá. – Lahner utca – Létai út – Vámospércsi út – Faraktár utca – Méliusz tér – Kossuth utca – Széchenyi utca – István út – Vincellér utca – Vincellér utca vá. |

## Megállóhelyei
| 0  | Vincellér utca végállomás                          | 24 | 12, 19, 22, 22Y, 24, 24Y, 25, 25Y, 30, 30A, 41, 45                                                                              |
| 1  | Tócoskert tér                                      | 23 | 19, 22, 22Y, 24, 24Y, 30, 30A, 41, 45                                                                                           |
| 2  | Kadosa utca (↓) István út (↑)                      | 22 | 22, 22Y, 24, 24Y, 41, 45 Helyközi buszok                                                                                        |
| 3  | Földi János utca                                   | 21 | 41 |
| 4  | Kürtös utca                                        | 20 | 41 |
| 6  | Helyközi autóbusz-állomás                          | 18 | 3, 3A, 4, 5, 5A 10, 10A, 10Y, 14, 19, 25, 25Y, 34, 35, 35Y, 36, 41, 42, 42A, 45, 46, 46E, 46H, 49, 49Y, 146, A1 Helyközi buszok |
| 7  | Debreceni Ítélőtábla (↓) Debreceni Törvényszék (↑) | 17 | 3, 3A, 4 19, 25, 25Y, 41, 42, 42A, 45, A1                                                                                       |
| 9  | Csokonai Színház                                   | 15 | 3, 3A, 4 19, 25, 25Y, 41, 45 |
| 11 | Kandia utca                                        | 13 | 4 19, 25, 25Y, 41, 45 |
| 13 | Faraktár utca                                      | 11 | 19, 25, 25Y, 37, 41, 45 Helyközi buszok                                                                                         |
| 14 | Kolónia utca                                       | ∫  | 25, 25Y, 37, 41, 45 Helyközi buszok                                                                                             |
| 15 | Falóger                                            | 8  | 25, 25Y, 37, 41, 45 Helyközi buszok Debrecen-Szabadságtelep                                                                     |
| 18 | Komáromi Csipkés György tér                        | 7  | 11, 25, 25Y, 37, 41, 45 Helyközi buszok Zsuzsi Erdei Vasút                                                                      |
| 19 | Keresztesi utca                                    | 5  | 41 |
| 20 | Vadliba utca                                       | 4  | 41 |
| 21 | Irányi Dániel utca                                 | 3  | 15Y |
| 22 | Schweidel József utca (↓) Lahner utca 53. (↑)      | 2  | 15Y |
| 23 | Lahner utca                                        | 1  | 15Y |
| 24 | Diószegi út végállomás                             | 0  | 15Y, 30, 30A, 30I |